# Magadhi
El magadhi pràcrit és un dels tres pràcrits dramàtics més importants, les llengües escrites de la història de l'Índia que van seguir al declivi del sànscrit. El magadhi pràcrit es va parlar a l'est del subcontinent indi, en una regió que abasta el que avui en dia són l'Índia oriental, Bangladesh i el Nepal. Es creu que va ser parlada per Siddharta Gautama, i que va ser la llengua de l'antic regne de Magadha. Va ser la llengua oficial de la cort de l'Imperi Maurya, i la llengua en la que es van escriure els edictes d'Aśoka.
Posteriorment el magadhi pràcrit va evolucionar en les llengües indoàries orientals, que inclouen l'oriya, el bengalí, l'assamès, i lles llengües bihari (el bhojpuri, el maithili i el magahi, entre altres).

## El pali i l'ardhamagadhi
La tradició theravada ha sostingut durant molt de temps que el pali era sinònim de l'antiga llengua de Magadha, i, de fet, hi ha moltes analogies remarcables entre el pali i una antiga forma del magadhi pràcrit coneguda com a ardahmagadhi, la qual es conserva en els textos del jainisme (tant Siddharta Gautama com Mahavira van predicar a l'antiga Magadha).
Les més antigues de les llengües indoàries mitges són, per una banda les inscripcions d'Aśoka, i per altra banda el pāli i el ardhamāgadhī, ambdues llengües literàries.
L'ardhamagadhi difereix del posterior magadhi pràcrit en punts similar al pāli. Per exemple, l'ardhamagadhi conserva la l històrica, a diferència del magadhi pràcrit, que canvia la l per r. A més, en la inflexión del substantiu, l'ardhamagadhi presenta la terminació -o enlloc la terminació -e del magadhi pràcrit, si més no en moltes mètriques. Aquesta similitud no és accidental, ja que Mahavira el vint-i-quatrè Tirthankar del jainisme, va predicar a la mateixa regió (Magadha) que Siddharta Gautama.
- Pāli Dhammapada (Vers 103):

Yo sahassaṃ sahassena, saṅgāme mānuse jine;
Ekañca jeyyamattānaṃ, sa ve saṅgāmajuttamo.
Més gran en la batalla que l'home que conquereix un millió d'homes,
és el que en conquereix només un – ell mateix.
- Jain Samana (sutta 125):

Jo sahassam sahassanam, samgame dujjae jine.
Egam jinejja appanam, esa se paramo jao.
Hom pot conquerir a milers i milers d'enemics en una batalla invencible;
Però la victòria suprema consisteix en conquerir-se a si mateix.